# Ed V. Mead
Ed V. Mead (Abilene, Texas; 1921-Albuquerque, Nuevo México; 1983) fue un político estadounidense miembro del Partido Demócrata. 

## Biografía
Mead nació y se crio en Abilene, Texas. Se mudó a Albuquerque, Nuevo México en 1948, donde operaba una panadería. Mead fue elegido el vicegobernador de Nuevo México en 1958 y asumió el cargo el 1 de enero de 1959. Fungió en el cargo hasta el 1 de enero de 1961 y fue sucedido por Tom Bolack. Mead fue candidato en las elecciones para gobernador de Nuevo México de 1962 pero perdió las primarias demócratas ante Jack M. Campbell. De 1964 a 1974, se desempeñó como miembro del Senado de Nuevo México. También sirvió en la Comisión del Condado de Bernalillo.
Mead murió en el Hospital St. Joseph en Albuquerque, Nuevo México a los 61 años.
| Predecesor: Joseph Montoya | Vicegobernador de Nuevo México 1959-1961 | Sucesor: Tom Bolack |